# Discografia di Mýa
La discografia di Mýa, cantante statunitense, comprende otto album in studio, un mixtape, tre EP e 39 singoli, di cui undici in collaborazione con altri artisti.

## Album

### Album in studio
| Anno | Titolo | Posizione massima | Posizione massima | Posizione massima | Posizione massima | Posizione massima | Posizione massima | Certificazioni                               |
| Anno | Titolo | US                | AUS               | CAN               | NZ                | SWI               | UK                | Certificazioni                               |
| ---- | --- | ----------------- | ----------------- | ----------------- | ----------------- | ----------------- | ----------------- | -------------------------------------------- |
| 1998 | Mýa - Pubblicato: 21 aprile 1998 - Etichetta: Interscope Records - Formati: CD, musicassetta                                            | 29                | —                 | —                 | —                 | —                 | —                 | - USA: Platino                               |
| 2000 | Fear of Flying - Pubblicato: 25 aprile 2000 - Etichetta: Interscope Records - Formati: CD, LP                                           | 15                | 28                | 39                | 39                | 33                | 81                | - USA: Platino - AUS: Oro - CAN: Platino (2) |
| 2003 | Moodring - Pubblicato: 22 luglio 2003 - Etichetta: A&M Records, Interscope Records - Formati: CD, LP                                    | 3                 | 74                | 25                | —                 | —                 | —                 | - USA: Oro                                   |
| 2007 | Liberation - Pubblicato: 22 ottobre 2007 - Etichetta: Universal Motown Records - Formati: download digitale                             | —                 | —                 | —                 | —                 | —                 | —                 |                                              |
| 2008 | Sugar & Spice - Pubblicato: 3 dicembre 2008 - Etichetta: Manhattan Records, Planet 9 - Formati: CD, download digitale                   | —                 | —                 | —                 | —                 | —                 | —                 |                                              |
| 2011 | K.I.S.S. (Keep It Sexy & Simple) - Pubblicato: 13 aprile 2011 - Etichetta: Manhattan Records, Planet 9 - Formati: CD, download digitale | —                 | —                 | —                 | —                 | —                 | —                 |                                              |
| 2016 | Smoove Jones - Pubblicato: 14 febbraio 2016 - Etichetta: Planet 9 - Formati: CD, download digitale                                      | —                 | —                 | —                 | —                 | —                 | —                 |                                              |
| 2018 | TKO (The Knock Out) - Pubblicato: 20 aprile 2018 - Etichetta: Planet 9, The Orchard - Formati: CD, download digitale                    | —                 | —                 | —                 | —                 | —                 | —                 |                                              |

### Mixtape
| Anno | Titolo e dettagli |
| ---- | --- |
| 2009 | Beauty & the Streets Vol. 1 - Pubblicato: 20 settembre 2009 - Etichetta: Planet 9, Young Empire Records - Formati: CD, download digitale |

## Extended play
| Anno | Titolo e dettagli                                                                                      |
| ---- | --- |
| 2014 | With Love - Pubblicato: 14 febbraio 2014 - Etichetta: Planet 9 - Formati: download digitale            |
| 2014 | Sweet XVI - Pubblicato: 21 aprile 2014 - Etichetta: Planet 9 - Formati: download digitale              |
| 2015 | Love Elevation Suite - Pubblicato: 14 febbraio 2015 - Etichetta: Planet 9 - Formati: download digitale |

## Singoli

### Come artista principale
| Anno                                                                                          | Titolo                                                      | Posizione massima | Posizione massima | Posizione massima | Posizione massima | Posizione massima | Posizione massima | Posizione massima | Posizione massima | Posizione massima | Posizione massima | Album                                        |
| Anno                                                                                          | Titolo                                                      | US                | AUS               | CAN               | FRA               | GER               | IRE               | NLD               | NZ                | SWI               | UK                | Album                                        |
| --------------------------------------------------------------------------------------------- | ----------------------------------------------------------- | ----------------- | ----------------- | ----------------- | ----------------- | ----------------- | ----------------- | ----------------- | ----------------- | ----------------- | ----------------- | -------------------------------------------- |
| 1998                                                                                          | It's All About Me (feat. Sisqó)                             | 6                 | —                 | —                 | —                 | —                 | -                 | 76                | 13                | —                 | —                 | Mýa                                          |
| 1998                                                                                          | Movin' On (feat. Silkk the Shocker)                         | 34                | —                 | —                 | —                 | —                 | —                 | —                 | 11                | —                 | —                 | Mýa                                          |
| 1999                                                                                          | My First Night with You                                     | 28                | —                 | —                 | —                 | —                 | —                 | —                 | —                 | —                 | —                 | Mýa                                          |
| 1999                                                                                          | Take Me There (con i Blackstreet feat. Ma$e e Blinky Blink) | 14                | —                 | 21                | —                 | 58                | 9                 | 22                | 1                 | —                 | 7                 | Rugrats - Il film                            |
| 2000                                                                                          | The Best of Me (feat. Jadakiss)                             | 50                | —                 | —                 | —                 | 26                | —                 | 75                | —                 | 64                | —                 | Fear of Flying                               |
| 2000                                                                                          | Best of Me, Part 2 (feat. Jay-Z)                            | —                 | —                 | —                 | —                 | —                 | —                 | —                 | —                 | —                 | —                 | Backstage: A Hard Knock Life                 |
| 2000                                                                                          | Case of the Ex                                              | 2                 | 1                 | 14                | 29                | 39                | 12                | 8                 | 17                | 72                | 3                 | Fear of Flying                               |
| 2001                                                                                          | Free                                                        | 42                | 4                 | —                 | —                 | 66                | 35                | 41                | —                 | 76                | 11                | Fear of Flying                               |
| 2001                                                                                          | Lady Marmalade (con Christina Aguilera, Lil' Kim e Pink)    | 1                 | 1                 | 17                | 12                | 1                 | 1                 | 2                 | 1                 | 1                 | 1                 | Moulin Rouge! Music from Baz Luhrmann's Film |
| 2003                                                                                          | My Love Is like...Wo                                        | 13                | 25                | —                 | —                 | 73                | 36                | —                 | 33                | —                 | 33                | Moodring                                     |
| 2003                                                                                          | Fallen                                                      | 51                | —                 | —                 | —                 | —                 | —                 | —                 | —                 | —                 | —                 | Moodring                                     |
| 2007                                                                                          | Lock U Down (feat. Lil Wayne)                               | —                 | —                 | —                 | —                 | —                 | —                 | —                 | —                 | —                 | —                 | Liberation                                   |
| 2007                                                                                          | Ridin'                                                      | —                 | —                 | —                 | —                 | —                 | —                 | —                 | —                 | —                 | —                 | Liberation                                   |
| 2008                                                                                          | Paradise                                                    | —                 | —                 | —                 | —                 | —                 | —                 | —                 | —                 | —                 | —                 | Sugar & Spice                                |
| 2015                                                                                          | Welcome to My World                                         | —                 | —                 | —                 | —                 | —                 | —                 | —                 | —                 | —                 | —                 | Smoove Jones                                 |
| 2015                                                                                          | Team You                                                    | —                 | —                 | —                 | —                 | —                 | —                 | —                 | —                 | —                 | —                 | Smoove Jones                                 |
| 2017                                                                                          | Ready for Whatever                                          | —                 | —                 | —                 | —                 | —                 | —                 | —                 | —                 | —                 | —                 | TKO (The Knock Out)                          |
| 2017                                                                                          | Ready, Part II                                              | —                 | —                 | —                 | —                 | —                 | —                 | —                 | —                 | —                 | —                 | TKO (The Knock Out)                          |
| 2018                                                                                          | You Got Me                                                  | —                 | —                 | —                 | —                 | —                 | —                 | —                 | —                 | —                 | —                 | TKO (The Knock Out)                          |
| 2018                                                                                          | Damage                                                      | —                 | —                 | —                 | —                 | —                 | —                 | —                 | —                 | —                 | —                 | TKO (The Knock Out)                          |
| 2018                                                                                          | Knock You Out                                               | —                 | —                 | —                 | —                 | —                 | —                 | —                 | —                 | —                 | —                 | TKO (The Knock Out)                          |
| 2018                                                                                          | G.M.O. (Got My Own) (feat. Tink)                            | —                 | —                 | —                 | —                 | —                 | —                 | —                 | —                 | —                 | —                 | N.D.                                         |
| 2019                                                                                          | With You (feat. MyGuyMars)                                  | —                 | —                 | —                 | —                 | —                 | —                 | —                 | —                 | —                 | —                 | TKO (The Knock Out)                          |
| 2019                                                                                          | Down                                                        | —                 | —                 | —                 | —                 | —                 | —                 | —                 | —                 | —                 | —                 | TKO (The Knock Out)                          |
| 2019                                                                                          | Open (feat. GoldLink)                                       | —                 | —                 | —                 | —                 | —                 | —                 | —                 | —                 | —                 | —                 | TKO (The Knock Out)                          |
| 2020                                                                                          | You Got Me, Part II                                         | —                 | —                 | —                 | —                 | —                 | —                 | —                 | —                 | —                 | —                 | N.D.                                         |
| 2020                                                                                          | Space and Time                                              | —                 | —                 | —                 | —                 | —                 | —                 | —                 | —                 | —                 | —                 | N.D.                                         |
| "—" indica che l'opera non si è classificata o che non è stata pubblicata in quel territorio. |                                                             |                   |                   |                   |                   |                   |                   |                   |                   |                   |                   |                                              |

### Come artista ospite
| Anno                                                                                          | Titolo                                             | Posizione massima | Posizione massima | Posizione massima | Posizione massima | Posizione massima | Posizione massima | Posizione massima | Posizione massima | Posizione massima | Posizione massima | Album                     |
| Anno                                                                                          | Titolo                                             | US                | AUS               | CAN               | FRA               | GER               | IRE               | NLD               | NZ                | SWI               | UK                | Album                     |
| --------------------------------------------------------------------------------------------- | -------------------------------------------------- | ----------------- | ----------------- | ----------------- | ----------------- | ----------------- | ----------------- | ----------------- | ----------------- | ----------------- | ----------------- | ------------------------- |
| 1998                                                                                          | Ghetto Supastar (That Is What You Are)             | 15                | 2                 | 4                 | 15                | 1                 | 1                 | 1                 | 1                 | 1                 | 2                 | Bulworth, Ghetto Supastar |
| 1999                                                                                          | Somebody Like Me (Silkk the Shocker feat. Mýa)     | —                 | —                 | —                 | —                 | —                 | —                 | —                 | —                 | —                 | —                 | Made Man                  |
| 1999                                                                                          | J.O.B. (Foxy Brown feat. Mýa)                      | —                 | —                 | —                 | —                 | —                 | —                 | —                 | —                 | —                 | —                 | Chyna Doll                |
| 2000                                                                                          | Girls Dem Sugar (Beenie Man feat. Mýa)             | 54                | —                 | —                 | —                 | —                 | —                 | —                 | —                 | —                 | 13                | Art and Life              |
| 2003                                                                                          | Thin Line (Jurassic 5 feat. Mýa)                   | —                 | —                 | —                 | —                 | —                 | —                 | —                 | —                 | —                 | —                 | Power in Numbers          |
| 2005                                                                                          | Sugar Daddy (Cuban Link feat. Mýa)                 | —                 | —                 | —                 | —                 | —                 | —                 | —                 | —                 | —                 | —                 | Chain Reaction            |
| 2006                                                                                          | No Matter What They Say (Penelope Jones feat. Mýa) | —                 | —                 | —                 | —                 | —                 | —                 | —                 | —                 | —                 | —                 | N.D.                      |
| 2007                                                                                          | I Will Give It All to You (Vlad Topalov feat. Mýa) | —                 | —                 | —                 | —                 | —                 | —                 | —                 | —                 | —                 | —                 | Odinokaya Zvezda          |
| 2011                                                                                          | Love Is the Answer (Cedric Gervais feat. Mýa)      | —                 | —                 | —                 | —                 | —                 | —                 | —                 | —                 | —                 | —                 | Miamication               |
| 2015                                                                                          | Bum Bum (Kevin Lyttle feat. Mýa)                   | —                 | —                 | —                 | —                 | —                 | —                 | —                 | —                 | —                 | —                 | N.D.                      |
| "—" indica che l'opera non si è classificata o che non è stata pubblicata in quel territorio. |                                                    |                   |                   |                   |                   |                   |                   |                   |                   |                   |                   |                           |